# Сан-Педру-ду-Парана
Сан-Педру-ду-Парана (порт. São Pedro do Paraná) — муниципалитет в Бразилии, входит в штат Парана. Составная часть мезорегиона Северо-запад штата Парана. Входит в экономико-статистический микрорегион Паранаваи. Население составляет 2362 человека на 2006 год. Занимает площадь 250,653 км². Плотность населения — 9,4 чел./км².

## Статистика
- Валовой внутренний продукт на 2003 год составляет 20 111 170,00 реалов (данные: Бразильский институт географии и статистики).
- Валовой внутренний продукт на душу населения на 2003 год составляет 7936,53 реалов (данные: Бразильский институт географии и статистики).
- Индекс развития человеческого потенциала на 2000 год составляет 0,762 (данные: Программа развития ООН).